# Giải vô địch bóng đá thế giới 2022 (Bảng C)
Bảng C của giải vô địch bóng đá thế giới 2022 sẽ diễn ra từ ngày 22 đến ngày 30 tháng 11 năm 2022. Bảng này bao gồm Argentina, Ả Rập Xê Út, Mexico và Ba Lan. Hai đội tuyển hàng đầu sẽ giành quyền vào vòng 16 đội.

## Các đội tuyển
| Vị trí bốc thăm | Đội tuyển   | Nhóm | Liên đoàn | Tư cách vòng loại                      | Ngày vượt qua        | Tham dự chung kết | Tham dự cuối cùng | Thành tích tốt nhất lần trước | Bảng xếp hạng FIFA | Bảng xếp hạng FIFA |
| Vị trí bốc thăm | Đội tuyển   | Nhóm | Liên đoàn | Tư cách vòng loại                      | Ngày vượt qua        | Tham dự chung kết | Tham dự cuối cùng | Thành tích tốt nhất lần trước | Tháng 3 năm 2022   | Tháng 10 năm 2022  |
| --------------- | ----------- | ---- | --------- | -------------------------------------- | -------------------- | ----------------- | ----------------- | ----------------------------- | ------------------ | ------------------ |
| C1              | Argentina   | 1    | CONMEBOL  | Á quân khu vực Nam Mỹ                  | 16 tháng 11 năm 2021 | 18 lần            | 2018              | Vô địch (1978, 1986           | 4                  | 3                  |
| C2              | Ả Rập Xê Út | 4    | AFC       | Nhất bảng B vòng 3 khu vực châu Á      | 24 tháng 3 năm 2022  | 6 lần             | 2018              | Vòng 16 đội (1994)            | 49                 | 51                 |
| C3              | México      | 2    | CONCACAF  | Á quân khu vực Bắc, Trung Mỹ và Caribe | 30 tháng 3 năm 2022  | 17 lần            | 2018              | Tứ kết (1970, 1986)           | 9                  | 13                 |
| C4              | Ba Lan      | 3    | UEFA      | Thắng flay-off nhánh B khu vực châu Âu | 29 tháng 3 năm 2022  | 9 lần             | 2018              | Hạng ba (1974, 1982)          | 26                 | 26                 |

Ghi chú
1. ↑  Bảng xếp hạng vào Tháng 3 năm 2022 sẽ được sử dụng làm hạt giống cho buổi lễ bốc thăm.

## Bảng xếp hạng
| VT | Đội         | ST | T | H | B | BT | BB | HS | Đ | Giành quyền tham dự                 |
| -- | ----------- | -- | - | - | - | -- | -- | -- | - | ----------------------------------- |
| 1  | Argentina   | 3  | 2 | 0 | 1 | 5  | 2  | +3 | 6 | Đi tiếp vào vòng đấu loại trực tiếp |
| 2  | Ba Lan      | 3  | 1 | 1 | 1 | 2  | 2  | 0  | 4 | Đi tiếp vào vòng đấu loại trực tiếp |
| 3  | México      | 3  | 1 | 1 | 1 | 2  | 3  | −1 | 4 |                                     |
| 4  | Ả Rập Xê Út | 3  | 1 | 0 | 2 | 3  | 5  | −2 | 3 |                                     |

Ở vòng 16 đội:
- Đội nhất bảng C sẽ đấu với đội nhì bảng D.
- Đội nhì bảng C sẽ đấu với đội nhất bảng D.

## Lịch thi đấu
Tất cả thời gian được liệt kê là địa phương, AST (UTC+3).

### Argentina vs Ả Rập Xê Út
Hai đội từng gặp nhau một lần trong một trận giao hữu vào năm 2012, hai đội hòa nhau với tỷ số 0–0.
Mở đầu trận đấu, tuyển Argentina đẩy mạnh tấn công và đã được hưởng quả penalty sau khi trọng tài xem xét tình huống phạm lỗi của cầu thủ Ả Rập Xê Út bằng công nghệ VAR. Trên chấm 11m, Messi đã đánh lừa thủ môn Al-Owais và mở tỉ số cho Argentina. Phút 22, Messi có pha băng lên nhận bóng của đồng đội và ghi bàn nhưng anh đã trong tư thế việt vị. Tới phút 26, Lautaro Martinez nâng tỉ số thành 2-0 cho Argentina, nhưng VAR đã từ chối bàn thắng của anh. Bước sang hiệp 2, tuyển Ả Rập Xê Út bắt đầu tấn công và bất ngờ có được 2 bàn thắng nhờ công của Al-Shehri và Al-Dawshari ở các phút 48 và 53. Trong khoảng thời gian còn lại, tuyển Argentina đẩy mạnh tấn công nhưng đã không thể có được bàn thắng. Đây là một kết quả gây sốc nhất lịch sử giải đấu, Ả Rập Xê Út cũng đã ngắt mạch 36 trận bất bại liên tiếp của Argentina kể từ năm 2019.

| Argentina           | 1–2      | Ả Rập Xê Út                      |
| ------------------- | -------- | -------------------------------- |
| - Messi 10' (ph.đ.) | Chi tiết | - Al-Shehri 48' - Al-Dawsari 53' |

| Argentina | Ả Rập Xê Út |

| GK               | 23 | Emiliano Martínez      |
| RB               | 26 | Nahuel Molina          |
| CB               | 13 | Cristian Romero 59'    |
| CB               | 19 | Nicolás Otamendi       |
| LB               | 3  | Nicolás Tagliafico 70' |
| CM               | 7  | Rodrigo De Paul        |
| CM               | 5  | Leandro Paredes 59'    |
| RW               | 11 | Ángel Di María         |
| AM               | 10 | Lionel Messi (c)       |
| LW               | 17 | Papu Gómez 59'         |
| CF               | 22 | Lautaro Martínez       |
| Thay người:      |    |                        |
| DF               | 25 | Lisandro Martínez 59'  |
| FW               | 9  | Julián Álvarez 59'     |
| MF               | 24 | Enzo Fernández 59'     |
| DF               | 8  | Marcos Acuña 70'       |
| Huấn luyện viên: |    |                        |
| Lionel Scaloni   |    |                        |

| GK               | 21 | Mohammed Al-Owais         | 90+2' |       |     |
| RB               | 12 | Saud Abdulhamid           | 82'   |       |     |
| CB               | 17 | Hassan Al-Tambakti        |       |       |     |
| CB               | 5  | Ali Al-Bulaihi            | 75'   |       |     |
| LB               | 13 | Yasser Al-Shahrani        |       | 90+9' |     |
| RM               | 11 | Saleh Al-Shehri           |       | 78'   |     |
| CM               | 23 | Mohamed Kanno             |       |       |     |
| CM               | 8  | Abdulellah Al-Malki       | 67'   |       |     |
| LM               | 10 | Salem Al-Dawsari          | 79'   |       |     |
| AM               | 7  | Salman Al-Faraj (c) 45+4' |       |       |     |
| CF               | 9  | Firas Al-Buraikan 89'     |       |       |     |
| Thay người:      |    |                           |       |       |     |
| MF               | 18 | Nawaf Al-Abed             | 88'   | 45+4' | 89' |
| DF               | 2  | Sultan Al-Ghannam         |       | 78'   |     |
| DF               | 4  | Abdulelah Al-Amri         |       |       | 89' |
| FW               | 25 | Haitham Asiri             |       | 89'   |     |
| Huấn luyện viên: |    |                           |       |       |     |
| Hervé Renard     |    |                           |       |       |     |

| Cầu thủ xuất sắc nhất trận đấu: Mohammed Al-Owais (Ả Rập Xê Út) Trợ lý trọng tài: Tomaž Klančnik (Slovenia) Andraž Kovačič (Slovenia) Trọng tài thứ tư: Maguette Ndiaye (Senegal) Trợ lý trọng tài dự bị: El Hadj Malick Samba (Senegal) Trợ lý trọng tài video: Pol van Boekel (Hà Lan) Phó trợ lý trọng tài video: Bastian Dankert (Đức) Trợ lý trọng tài video bắt việt vị: Abdelhak Etchiali (Algeria) Hỗ trợ trợ lý trọng tài video: Ricardo de Burgos Bengoetxea (Tây Ban Nha) Quan sát viên trợ lý trọng tài video: Nicolas Danos (Pháp) |

### México vs Ba Lan
Hai đội từng gặp nhau 8 lần, trong đó có một lần tại World Cup, Ba Lan giành chiến thắng với tỷ số 3–1. 
Trận đấu không có quá nhiều tình huống nguy hiểm. Ở phút 58, Lewandowski đã sút hỏng phạt đền, khiến tuyển Ba Lan mất cơ hội vươn lên dẫn trước.

| México | 0–0      | Ba Lan |
| ------ | -------- | ------ |
|        | Chi tiết |        |

| México | Ba Lan |

| GK               | 13 | Guillermo Ochoa (c) |     |     |
| RB               | 19 | Jorge Sánchez       | 29' |     |
| CB               | 3  | César Montes        |     |     |
| CB               | 15 | Héctor Moreno       | 56' |     |
| LB               | 23 | Jesús Gallardo      |     |     |
| DM               | 4  | Edson Álvarez       |     |     |
| CM               | 16 | Héctor Herrera      |     | 71' |
| CM               | 24 | Luis Chávez         |     |     |
| RW               | 22 | Hirving Lozano      |     |     |
| LW               | 20 | Henry Martín        |     | 71' |
| CF               | 10 | Alexis Vega         |     | 84' |
| Thay người:      |    |                     |     |     |
| MF               | 8  | Carlos Rodríguez    |     | 71' |
| FW               | 9  | Raúl Jiménez        |     | 71' |
| FW               | 21 | Uriel Antuna        |     | 84' |
| Huấn luyện viên: |    |                     |     |     |
| Gerardo Martino  |    |                     |     |     |

| GK                  | 1  | Wojciech Szczęsny      |     |     |
| CB                  | 18 | Bartosz Bereszyński    |     |     |
| CB                  | 15 | Kamil Glik             |     |     |
| CB                  | 14 | Jakub Kiwior           |     |     |
| DM                  | 10 | Grzegorz Krychowiak    |     |     |
| CM                  | 13 | Jakub Kamiński         |     |     |
| CM                  | 19 | Sebastian Szymański    |     | 71' |
| RW                  | 2  | Matty Cash             |     |     |
| LW                  | 21 | Nicola Zalewski        |     | 46' |
| CF                  | 20 | Piotr Zieliński        |     | 87' |
| CF                  | 9  | Robert Lewandowski (c) |     |     |
| Thay người:         |    |                        |     |     |
| MF                  | 6  | Krystian Bielik        |     | 46' |
| FW                  | 24 | Przemysław Frankowski  | 76' | 71' |
| FW                  | 7  | Arkadiusz Milik        |     | 87' |
| Huấn luyện viên:    |    |                        |     |     |
| Czesław Michniewicz |    |                        |     |     |

| Cầu thủ xuất sắc nhất trận: Guillermo Ochoa (México) Trợ lý trọng tài: Anton Shchetinin (Úc) Ashley Beecham (Úc) Trọng tài thứ tư: Stéphanie Frappart (Pháp) Trợ lý trọng tài dự bị: Neuza Back (Brasil) Trợ lý trọng tài video: Shaun Evans (Úc) Phó trợ lý trọng tài video: Nicolás Gallo (Colombia) Martín Soppi (Uruguay) Juan Soto (Venezuela) Quan sát viên trợ lý trọng tài video: Djibril Camara (Sénégal) |

### Ba Lan vs Ả Rập Xê Út
Hai đội từng gặp nhau 4 lần, lần gần nhất vào năm 2006, Ba Lan giành chiến thắng với tỷ số 2–1. Tuyển Ả Rập Xê Út đã lấn lướt hơn trong cả trận đấu, tuy nhiên đã để thua trước Ba Lan với tỉ số 2-0 nhờ bàn thắng của Zielinski và Lewandowski.
Phút thứ 12, Kanno đánh đầu nhưng bị thủ môn Szczesny cản phá. Phút thứ 39, Matty Cash thoát xuống trống trải ở cánh phải rồi căng ngang cho Lewandowski. Tiền đạo mang áo số 9 không thể sút bóng thành công, nhưng đã kịp xoay người chuyền trả ngược để Zielinski dứt điểm tung nóc lưới Ả Rập Xê Út, mở tỷ số trận đấu.  Phút thứ 44, tuyển Ả Rập Xê Út được hưởng 11m, nhưng Al-Buraikan đã đá hỏng 11m. Phút 82, Lewandowski tận dụng cơ hội từ sai lầm của Al-Malki, Lewandowski đánh bại thủ môn Al-Owais, ấn định tỉ số 2-0 cho Ba Lan.
| Ba Lan                            | 2–0      | Ả Rập Xê Út |
| --------------------------------- | -------- | ----------- |
| - Zieliński 39' - Lewandowski 82' | Chi tiết |             |

| Ba Lan | Ả Rập Xê Út |

| GK                  | 1  | Wojciech Szczęsny       |
| CB                  | 18 | Bartosz Bereszyński     |
| CB                  | 15 | Kamil Glik              |
| CB                  | 14 | Jakub Kiwior 15'        |
| RM                  | 2  | Matty Cash 16'          |
| CM                  | 6  | Krystian Bielik         |
| CM                  | 10 | Grzegorz Krychowiak     |
| LM                  | 24 | Przemysław Frankowski   |
| AM                  | 20 | Piotr Zieliński 63'     |
| CF                  | 7  | Arkadiusz Milik 19' 71' |
| CF                  | 9  | Robert Lewandowski (c)  |
| Thay người:         |    |                         |
| MF                  | 13 | Jakub Kamiński 63'      |
| FW                  | 23 | Krzysztof Piątek 71'    |
| Huấn luyện viên:    |    |                         |
| Czesław Michniewicz |    |                         |

| GK               | 21 | Mohammed Al-Owais           |
| RB               | 12 | Saud Abdulhamid             |
| CB               | 4  | Abdulelah Al-Amri 45+4'     |
| CB               | 5  | Ali Al-Bulaihi              |
| LB               | 6  | Mohammed Al-Breik 65'       |
| DM               | 8  | Abdulellah Al-Malki 20' 86' |
| CM               | 16 | Sami Al-Najei 46'           |
| CM               | 23 | Mohamed Kanno               |
| RW               | 9  | Firas Al-Buraikan           |
| LW               | 10 | Salem Al-Dawsari (c)        |
| CF               | 11 | Saleh Al-Shehri 86'         |
| Thay người:      |    |                             |
| MF               | 18 | Nawaf Al-Abed 46' 90+5'     |
| DF               | 2  | Sultan Al-Ghannam 65'       |
| MF               | 24 | Nasser Al-Dawsari 86'       |
| FW               | 20 | Abdulrahman Al-Aboud 86'    |
| MF               | 19 | Hattan Bahebri 90+5'        |
| Huấn luyện viên: |    |                             |
| Hervé Renard     |    |                             |

### Argentina vs México
Hai đội từng gặp nhau 3 lần tại các kỳ World Cup, Argentina thắng 6–3 vào năm 1930, thắng 2–1 và 3–1 tại các vòng 16 đội vào các năm 2006 và 2010. Messi đã tung cú sút xa đẹp mắt ở phút 64 để mở tỉ số trước khi anh kiến tạo cho đồng đội Enzo Fernadez ghi bàn ở phút 87.

| Argentina                   | 2–0      | México |
| --------------------------- | -------- | ------ |
| - Messi 64' - Fernández 87' | Chi tiết |        |

| Argentina | Mexico |

| GK               | 23 | Emiliano Martínez   |
| RB               | 4  | Gonzalo Montiel     |
| CB               | 19 | Nicolás Otamendi    |
| CB               | 25 | Lisandro Martínez   |
| LB               | 8  | Marcos Acuña        |
| CM               | 7  | Rodrigo De Paul     |
| CM               | 18 | Guido Rodríguez     |
| RW               | 11 | Ángel Di María      |
| AM               | 10 | Lionel Messi (c)    |
| LW               | 20 | Alexis Mac Allister |
| CF               | 22 | Lautaro Martínez    |
| Huấn luyện viên: |    |                     |
| Lionel Scaloni   |    |                     |

| GK               | 13 | Guillermo Ochoa     |
| CB               | 3  | César Montes        |
| CB               | 2  | Néstor Araujo       |
| CB               | 15 | Héctor Moreno       |
| DM               | 18 | Andrés Guardado (c) |
| CM               | 16 | Héctor Herrera      |
| CM               | 24 | Luis Chávez         |
| RW               | 26 | Kevin Álvarez       |
| LW               | 23 | Jesús Gallardo      |
| CF               | 22 | Hirving Lozano      |
| CF               | 10 | Alexis Vega         |
| Huấn luyện viên: |    |                     |
| Gerardo Martino  |    |                     |

### Ả Rập Xê Út vs México
Hai đội từng gặp nhau 5 lần, lần gần nhất vào năm 1999, Mexico giành chiến thắng 5–1 ở vòng bảng Cúp Liên đoàn các châu lục 1999. 
Sau hai trận đầu thất vọng, Mexico hoàn toàn áp đảo trong cuộc chiến với Saudi Arabia. Dù vậy, sau 45 phút đầu, không có bàn thắng nào được ghi. Sau giờ nghỉ, Mexico nhanh chóng dẫn 2-0. Đội quân của Tata Martino hoàn toàn kiểm soát thế trận và không cho Saudi Arabia nhiều cơ hội lên bóng. Thực hiện 26 pha dứt điểm, với 11 lần đưa bóng đi chính xác, nhưng Mexico không thể ghi thêm bàn thắng. Thủ môn Al Owais xuất sắc khi có đến 8 pha cứu thua. Không ghi thêm bàn thắng, Mexico bị thủng lưới ở phút bù giờ thứ 5 của hiệp hai với pha dứt điểm của Salem Al Dawsari.
|  |  |  |

| Ả Rập Xê Út           | 1–2      | México                    |
| --------------------- | -------- | ------------------------- |
| - S. Al-Dawsari 90+5' | Chi tiết | - Martín 47' - Chávez 52' |

| Saudi Arabia | Mexico |

### Ba Lan vs Argentina
Hai đội từng gặp nhau 11 lần, trong đó có 2 lần tại World Cup, Ba Lan thắng 3–2 vào năm 1974, Argentina thắng 2–0 vào năm 1978. Cuộc chạm trán giữa Ba Lan và Argentina là lần thứ ba hai quốc gia gặp nhau tại một Giải vô địch bóng đá thế giới. 
Szczęsny đã cản phá một quả phạt đền trong hiệp một để từ chối Lionel Messi. Tuy nhiên, Szczesny đã để thủng lưới hai lần trong hiệp hai. Bàn đầu tiên được ghi do công của Alexis Mac Allister từ một cú sút vào góc bên trái. Bàn thắng thứ hai của Julián Álvarez là một cú sút vào góc cao bên phải khung thành. Argentina thắng 2–0, đứng đầu bảng với hai trận thắng. Dù vậy, Ba Lan đã cùng Argentina vào vòng 16 đội nhờ hơn Mexico về hiệu số bàn thắng bại, chấm dứt chuỗi 36 năm không vào được vòng knock-out World Cup.

| Ba Lan | 0–2      | Argentina                        |
| ------ | -------- | -------------------------------- |
|        | Chi tiết | - Mac Allister 46' - Álvarez 67' |

| Poland | Argentina |

|  |  |  |

## Kỷ luật của bảng đấu
Điểm kỷ luật sẽ được sử dụng làm điểm hòa nếu thành tích chung cuộc và thành tích đối đầu của các đội bằng nhau. Số thẻ này được tính dựa trên số thẻ vàng và thẻ đỏ nhận được trong tất cả các trận đấu vòng bảng như sau:
- thẻ vàng thứ nhất: trừ 1 điểm;
- thẻ đỏ gián tiếp (thẻ vàng thứ hai): trừ 3 điểm;
- thẻ đỏ trực tiếp: trừ 4 điểm;
- thẻ vàng và thẻ đỏ trực tiếp: trừ 5 điểm;

Chỉ một trong số các khoản khấu trừ trên có thể được áp dụng cho một người chơi trong một trận đấu duy nhất.
| Team        | Trận 1   | Trận 1                                    | Trận 1 | Trận 1            | Trận 2   | Trận 2                                    | Trận 2 | Trận 2            | Trận 3   | Trận 3                                    | Trận 3 | Trận 3            | Điểm |
| Team        | Thẻ vàng | Thẻ vàng · Thẻ vàng-đỏ (thẻ đỏ gián tiếp) | Thẻ đỏ | Thẻ vàng · Thẻ đỏ | Thẻ vàng | Thẻ vàng · Thẻ vàng-đỏ (thẻ đỏ gián tiếp) | Thẻ đỏ | Thẻ vàng · Thẻ đỏ | Thẻ vàng | Thẻ vàng · Thẻ vàng-đỏ (thẻ đỏ gián tiếp) | Thẻ đỏ | Thẻ vàng · Thẻ đỏ | Điểm |
| ----------- | -------- | ----------------------------------------- | ------ | ----------------- | -------- | ----------------------------------------- | ------ | ----------------- | -------- | ----------------------------------------- | ------ | ----------------- | ---- |
| Argentina   |          |                                           |        |                   | 1        |                                           |        |                   | 1        |                                           |        |                   | −2   |
| Ba Lan      | 1        |                                           |        |                   | 3        |                                           |        |                   | 1        |                                           |        |                   | −5   |
| México      | 2        |                                           |        |                   | 4        |                                           |        |                   | 1        |                                           |        |                   | −7   |
| Ả Rập Xê Út | 6        |                                           |        |                   | 2        |                                           |        |                   | 6        |                                           |        |                   | −14  |